# Alexandre Van Damme
Alexandre Albert Marcello Joseph Van Damme (Neuilly-sur-Seine, 8 februari 1962) is een Belgisch zakenman. Hij is bestuurder en de grootste individuele aandeelhouder van AB InBev, de grootste brouwerij ter wereld. Van Damme was van 2007 tot 2020 de rijkste Belg.

## Levensloop

### AB InBev en familie
Alexandre Van Damme is een kleinzoon van Albert Van Damme en een zoon van Jean Van Damme en Rossana del Marco Pinferetti. Zijn grootvader stond aan het hoofd van brouwerij Piedbœuf, bekend van het bier Jupiler. In 1988 fuseerde Piedbœuf met brouwerij Artois tot Interbrew. Sinds 1992 werd Alexandre Van Damme bestuurder van de groep. Hij bekleedde er reeds verschillende functies, waaronder hoofd Bedrijfsplanning en Strategie. In 1995 overleden zowel zijn grootvader als vader. In 2004 fuseerde Interbrew met het Braziliaanse AmBev tot InBev, dat sinds de overname van Anheuser-Busch in 2008 als AB InBev verdergaat. Van Damme is de grootste individuele aandeelhouder van AB InBev.
Hij behaalde een diploma bedrijfskunde aan de Solvay Business School van de Université libre de Bruxelles.

### Overige participaties
Van Damme diversifieerde zijn vermogen en is naast AB InBev ook in andere ondernemingen actief. Hij werd in 2018 bestuurder van de Amerikaanse voedingsmiddelenproducent Kraft Heinz in opvolging van Warren Buffett, een mandaat dat hij tot 2022 uitoefende. In 2019 en 2020 kocht hij aandelen van de groep. Hij bezit ongeveer 1,1% van Kraft Heinz. Hij is tevens voor ongeveer 1,8% eigenaar van Restaurant Brands International (RBI), de groep boven fastfoodketens Burger King en Tim Hortons, waar hij tevens enige tijd bestuurder was. Indirect was Van Damme reeds aandeelhouder van Kraft Heinz en RBI via het Braziliaanse investeringsfonds 3G, waarin hij investeerde. Hij is ook aandeelhouder van Natural Resources Value Fund, dat 10.000 hectare landbouwgrond en bosgebied in Roemenië bezit.
In 2013 werd hij aandeelhouder en bestuurder van koffieonderneming Douwe Egberts. Ondertussen verkocht hij zijn aandeel in de koffiereus.
Van Damme was ook jarenlang betrokken bij voetbalclub RSC Anderlecht. Hij overzag de overname van brouwerij Belle-Vue door Interbrew in 1991. Later werd hij mede-eigenaar en bestuurslid van de club. In 2015 werd voormalig AB InBev-manager Jo Van Biesbroeck operationeel manager van Anderlecht, wat de geruchten dat Van Damme de nieuwe meerderheidsaandeelhouder van de club zou worden deed aanwakkeren. In 2017 bleek hij voor 15% eigenaar van Anderlecht te zijn. Eind 2020 verkocht hij zijn aandelen van Anderlecht aan Michael Verschueren.
In 2023 investeerde hij in Tikehau Capital Advisors, de meerderheidsaandeelhouder van de Franse investeringsgroep Tikehau Capital. Hij werd ook bestuurder.

### Rijkste Belg en privacy
Van Damme wordt door verschillende media tot de rijkste Belgen gerekend. Volgens nieuwssite De Rijkste Belgen was hij de rijkste Belg van 2007, drie jaar na de beursgang van AB InBev, tot 2020, wanneer de coronapandemie uitbrak. Dat jaar verving Eric Wittouck hem als rijkste Belg. Het vermogen van Van Damme werd dat jaar op 10,5 miljard euro geschat.
Hij wordt doorgaans omschreven als "zeer discreet", mediaschuw en erg op zijn privacy gesteld. Er zijn slechts enkele foto's van hem bekend. In december 2015 werd hij door de RTBF in het Constant Vanden Stockstadion gefilmd. In oktober 2016 verhuisde hij naar het Chéserex, kort bij Genève, in Zwitserland. In maart 2019 zette hij zijn woning van 3.000 m² in Sint-Gillis te koop. Hij kocht tevens in 2011 de villa L'Elefante Felice in Porto Ercole van de Nederlandse koninklijke familie.

### Overige activiteiten
Van Damme is of was bestuurder van het Fonds Baillet Latour (tot 2018), bestuurder van het beenmergdonorcentrum DKMS, lid van de adviesraad van de Solvay Business School en lid van de International Council van INSEAD.
Van 2010 tot 2012 was hij bestuurder van chemiebedrijf UCB.
In 2015 stapte Van Damme in het Antikankerfonds van Luc Verelst. Voormalig AB InBev-topmanager Jo Van Biesbroeck trad namens Van Damme toe tot de raad van bestuur.